# Von Heland
von Heland är en svensk adelsätt.

## Historia
Släkten härstammar från Närke. Den med visshet äldste kände stamfadern är regementsskrivare vid Östgöta infanteriregemente, Erik Andersson (1608–1672), som åren 1652–1662 var bosatt i Hestad i Skönberga socken i Östergötland men var född i Örebro. I Gabriel Anreps ättartavlor anges han vara bördig från den gården på fädernet. Gårdsnamnet användes för att av sonen Claes Eriksson bilda släktnamnet Heland. Claes Heland var liksom fadern verksam vid Östgöta infanteri där han hade rangen av regementskvartermästare. Han var gift med Maria von der Fehr, en dotter till en handelsman från Stettin, och fick med henne sonen Gustaf Heland.
Gustaf Heland gjorde karriär i kungliga kansliet, där han efter tjänst hos änkedrottning Hedvig Eleonora avancerade till registrator vid Inrikes civilexpeditionen. Ännu inte adlig företrädde han bondeståndet i riksdagarna, och var vid riksdagen 1726 sekreterare för dem. Året därpå den 3 augusti adlades han av Fredrik I med namnet von Heland och introducerades den 1 januari 1731 på nummer 1841.
Gustaf von Heland var gift två gånger. Med andra hustrun, Magdalena Hedersköld, fick han fem barn av vilka flera hade framstående positioner i rikets styrelse. Endast ett av dessa barn, yngste sonen chargé d'affaires Carl Fredrik von Heland, var gift, men hans enda barn förblev ogift. Ätten fortlevde således med en son ur Gustaf von Helands första äktenskap med Margareta Montin. Margareta Montin var systerdotter till Georg Güthrie som adlats, och dotter till en primariekämnär vid Södermalms kämnärsrätt. Från dem fortlevde ätten med äldste sonen statssekreterare Johan von Heland, från vilken samtliga senare medlemmar av ätten härstammar. Gustaf von Heland fick på ålderns höst titeln kansliråd och begravdes i Hedersköldska graven i Storkyrkan.
Johan von Heland var först sekreterare vid direktionen över Ecklesiastikverket i Lappmarken och anlitades därefter vid kungliga kansliet. Sedan han 1760 blivit kansliråd, blev han härold vid Serafimerorden och riddare av Nordstjärneorden, för att sluta sina dagar som statssekreterare. Johan von Heland var gift med Margareta Bladh, som tillhörde en borgarsläkt från Vasa i Finland och som var släkt med Gustaf af Wetterstedt. Ene sonen, Carl von Heland, blev liksom många på mödernesläkten, indragen i svenska Ostindiska kompaniet, men dog i Kina. Hans ende efterlevande son ska enligt Anrep ha gift sig utomlands. Ätten fortlevde med Carl von Helands yngre bror, majoren Isak Wilhelm von Heland, som var gift med en medlem av bruksägarsläkten Stéen.
Äldre grenen av ätten von Heland flyttade till Australien under slutet av 1800-talet, där ättlingar fortfarande är bosatta. En yngre gren av ätten lever alltjämt i Sverige. Till den grenen hörde Erik von Heland och Hans von Heland.

## Vapensköld
En sköld af blå färg, hwaröfwer går en Bande af Gull emellan twenne Billetter af Silfwer, warandes sjelfwa Banden zirad med trenne röda rosor. Ofwan på skölden står en öpen tornerhjelm, hwaruppå wisar sig ett krönt förgyllt drakehufwud med halsen emellan twenne gröna Palmqwistar. Krantsen och löfwärcket är af Gull, Silfwer, blått och rödt, aldeles som detta wapen med deβ egenteliga färgor här hos afmålat finnes.

Sköldmärke

## Personer med namnet
- Erik von Heland
- Frans von Heland
- Hans von Heland
- Madeleine von Heland
- Maria von Heland